# Ligue de football du Kongo Central
La Ligue de Football du Kongo Central (LIFKOCE) est la ligue de football de haut niveau de la province du Kongo Central. Chaque année des clubs de la LIFKOCE sont relégués dans les divisions inférieures telles que l’EUFMAT.

## Description
La Ligue de Football du Kongo Central (LIFKOCE) a arrêté définitivement la saison sportive 2019-2020 du Championnat Provincial sur instruction de la Fédération Congolaise de Football Association (FECOFA) en raison de la crise sanitaire qui n'a pas épargné le monde du sport; par conséquent, l'organe faitier du football provincial a désigné l'équipe du TP Mazembe de Kasangulu comme club qualifié du championnat provincial semi-direct 2019-2020 pour représenter la province du Kongo Central en deuxième division de la Ligue Nationale de Football (Linafoot Ligue 2) pour la saison sportive 2020-2021.

## Palmarès
- 1965-1981 : Non Organisé
- 1982 : AS Sucrière (Kwilu-Ngongo)
- 1983 : SC Cilu (Lukala)
- 1984 : SC Cilu (Lukala)
- 1985 : AC CMZ (Matadi)
- 1986 : AC CMZ (Matadi)
- 1987 : SC Motema Pembe (Boma)
- 1988 : AC CMZ (Matadi)
- 1989 : SC Amicale (Matadi)
- 1990 : AS Sucrière (Kwilu-Ngongo)
- 1991 : TG Raci (Moanda)
- 1992 : FC OCC (Matadi)
- 1993 : FC OCC (Matadi)
- 1994 : AS Veti Club (Matadi) [2]
- 1995 : TC Elima (Matadi)
- 1996 : AS Sucrière (Kwilu-Ngongo)
- 1997 : AS Sucrière (Kwilu-Ngongo)
- 1998 : AS Sucrière (Kwilu-Ngongo) [3]
- 1999 : AS Sucrière (Kwilu-Ngongo) [4]
- 2000 : IC Onatra (Matadi) [5]
- 2001 : SC Cilu (Lukala) [6]
- 2002 : SC Cilu (Lukala) [7]
- 2003 : SC Cilu (Lukala) [8]
- 2004 : SC Cilu (Lukala) [9]
- 2005 : SC Cilu (Lukala) [10]
- 2006 : SC Cilu (Lukala) [11]
- 2007 : SC Cilu (Lukala) [12]
- 2008 : SC Cilu (Lukala) [13]
- 2009 : TC Elima (Matadi) [14]
- 2010 : TC Elima (Matadi) [15]
- 2011 : AS Veti Club (Matadi) [16]
- 2012 : TC Elima (Matadi) [17]
- 2013 : FC Tonnerre (Matadi)
- 2014 : FC Tonnerre (Matadi) [18],[19]
- 2015 :
- 2016 :
- 2017 :
- 2018 :
- 2019 :
- 2020 : TP Mazembe Kasangulu (Kasangulu) désigné par le comité exécutif de la LIFKOCE à la suite de l'arrêt du championnat provoqué par la pandémie de Covid-19[20],[21].
- 2021 : JS 4 Étoiles (Kisantu)[22]
- 2022 : Heaven FC (Matadi)[23]
- 2023 : As Inga Sport (Inga)[24],[25]